# Tupai
Tupai és un atol del grup d'illes de Sotavent de les illes de la Societat, a la Polinèsia Francesa. Depèn administrativament de la comuna de Bora Bora que es troba a 22 km al sud i està a 50 minuts amb avió des de Taithi. Les seves coordenades són:
L'atol té la particularitat de tenir dues llacunes: la llacuna interior i una llacuna exterior estreta tancada per una segona anella d'esculls. La superfície total és d'11 km². Tupai no compta amb habitants fixes i degut a això no disposa d'allotjament. Només hi ha alguns habitants esporàdics per recol·lectar copra. Disposa d'un aeròdrom privat i en situacions s'hi han arribat a celebrar bodes.
També s'anomena Motu Iti, que vol dir «illa petita». Segons una llegenda, les ànimes de camí al món del morts passen per Tupai.